# Orestes Jordán
Orestes Jordán Cánepa (ur. 21 listopada 1913 w Chincha Alta, zm. 4 grudnia 1991 w Limie) – piłkarz peruwiański, pomocnik.
Jordán karierę piłkarską rozpoczął w 1932 roku w klubie Atlético Chincha, skąd wkrótce przeniósł się do Universitario Lima. W 1934 roku razem z klubem Universitario zdobył swój pierwszy tytuł mistrza Peru.
Będąc zawodnikiem Universitario wziął udział w Igrzyskach Olimpijskich w 1936 roku, gdzie zagrał w dwóch meczach – z Finlandią i Austrią. Znakomicie spisująca się drużyna Peru po zwycięstwie nad Austrią znalazła się w półfinale igrzysk, ale gdy komisja regulaminowa anulowała wynik meczu z Austriakami, nakazując jego powtórzenie, Peruwiańczycy na znak protestu wycofali się z turnieju.
Jako gracz klubu Universitario wziął udział w nieudanym turnieju Copa América 1937, gdzie Peru zajęło ostatnie, szóste miejsce. Jordán zagrał we wszystkich pięciu meczach – z Brazylią (zmienił go Segundo Castillo), Urugwajem, Argentyną, Chile (zmienił go Carlos Portal) i Paragwajem.
Był także w składzie reprezentacji podczas turnieju Copa América 1939, gdzie Peru zdobyło mistrzostwo Ameryki Południowej. Jordán nie zagrał jednak w żadnym meczu.
W 1939 roku razem z klubem Universitario zdobył swój drugi tytuł mistrza Peru.
Dwa lata później wziął udział w turnieju Copa América 1941, gdzie Peru zajęło przedostatnie, czwarte miejsce. Jordán zagrał w dwóch meczach – z Argentyną (zmienił Portala) i Urugwajem.
W 1941 roku Jordán po raz trzeci został mistrzem Peru.
Wciąż jako piłkarz klubu Universitario wziął udział w turnieju Copa América 1942, gdzie Peru zajęło piąte miejsce. Jordán zagrał w dwóch meczach – z Paragwajem (zmienił na boisku Máximo Lobatóna) i Brazylią (zastąpił go Portal). W 1944 roku zakończył karierę piłkarską. Zaliczany jest do grona najwybitniejszych graczy w dziejach futbolu peruwiańskiego.
W latach 1936–1942 Jordán rozegrał w reprezentacji Peru 17 meczów.